# Beriev Be-30
De Beriev Be-30 en opvolger Beriev Be-32 (Russisch: Бе-30 / Бе-32) (NAVO-codenaam: Cuff) waren een Sovjet-Russisch passagiers- en civiel transportvliegtuig uit de jaren 1960. Het werd speciaal ontwikkeld voor korte vluchten van Aeroflot waarbij gebruikgemaakt werd van korte landingsbanen van gras. Beriev bouwde drie toestellen met de aanduiding Be-30 en vijf toestellen van de opvolger Be-32. De eerste vlucht met stermotoren was op 3 maart 1967 en de eerste vlucht met turbopropmotoren was op 13 juli 1968. 
De Beriev Be-30 was een tweemotorig STOL-passagiersvliegtuig. Het was een hoogdekker. De vleugels bestonden voor ongeveer de helft uit honingraatachtig composietmateriaal. Opvallend waren de grote rechthoekige ramen van de passagierscabine.